# Матагужи (катун)
Катун Матагужи, помиње се у познатом списку катуна у Горњој Зети и по млетачком документу (Sen. Misti LX, 160 , од 12.07.1439), из 1455. године, представљали су „proceres et capita Montanearum Gente”. Овај катун је потекао из области некадашњег катуна Љеша Туза (1330). Са сусједним Хотима (Малесија) су се спорили око границе, још у вријеме Балше III почетком 15. вијека. Деспотов војвода, уз учешће мјешовите пороте, утврдио је ове међе , 1445. године. Прије Ивана Црнојевића, имали су јаку ратничку дружину, а манастиру Светог Николе Врањинског су даровали земљу. Данас у главном граду Подгорици (градска општина Голубовци) постоји насеље Матагужи.